# Skåneleden
O Skåneleden (em português: Trilho da Escânia) é um percurso pedestre da Suécia, localizado na província histórica da Escânia, no Sul do país.
É composto por 5 trilhos menores, divididos em 102 etapas, numa extensão total de 1186 km.